# Інститут геронтології імені Д. Ф. Чеботарьова НАМН України
Інститут геронтології імені Д. Ф. Чеботарьова Національної академії медичних наук України — наукова і практична медична установа в Києві.
Інститут досліджує проблеми старіння та координує експериментальні медико-біологічні, клінічні і соціально-гігієнічні роботи, що проводиться із зазначеної проблеми в різних наукових і практичних колективах України.

## Напрями діяльності
В Інституті сформовані три провідні напрями його діяльності:
1. дослідження механізмів старіння та пристосування організму, ролі процесів регуляції в цих механізмах;
2. вивчення особливостей патогенезу, діагностики, клініки, лікування та профілактики захворювань, що найчастіше зустрічаються в похилому та старечому віці;
3. дослідження ролі соціальних і гігієнічних факторів в старінні та довголітті.

## Історія
Інститут відкрито в 1958 як Інститут геронтології АМН СРСР. Це була перша в СРСР і одна з перших у світі установ такого профілю.
В 1960—1970 Інститут став головним в СРСР по проблемах геронтології та геріатрії.
В 1972 на базі інституту в Києві проведено 9-й Конгрес Міжнародної асоціації геронтологів. На базі Інституту також було проведено ряд семінарів ВООЗ та ООН, міжнародних, всесоюзних та республіканських наукових конференцій і симпозіумів.
В 1993, з моменту створення Академії медичних наук України, Інститут увійшов до складу її медико-біологічного відділення.

## Науковці
Станом на 2023 рік в Інституті працюють близько 515 співробітників, серед них 101 наукових — 3 академіки та один член-кореспондент НАМН України, близько 30 докторів та 35 кандидатів наук, 15 професорів.
- Бачинська Наталія Юріївна — завідувачка відділу вікової фізіології та патології нервової системи (2003—2023).
- Безверха Інна Степанівна — завідувачка лабораторії геріатричної фармакології (1992—2016).
- Бутенко Геннадій Михайлович — завідувач лабораторії патофізіології та імунології (1977—1992, 2010—2022)
- Вайсерман Олександр Михайлович — завідувач лабораторії епігенетики (2010—2021).
- Войтенко Володимир Платонович — завідувач лабораторій генетики (1972—1992) та математичного моделювання процесів старіння (1992—2018).
- Григоров Юрій Григорович — завідувач лабораторії геродієтетики (1966—2010) та відділу соціальної геронтології і герогігієни (1975—2010).
- Дєдух Нінель Василівна — провідна наукова співробітниця відділу клінічної фізіології і патології опорно-рухового апарату (з 2017).
- Єна Лариса Михайлівна — завідувачка відділу клінічної і епідеміологічної кардіології (з 1996).
- Западнюк Віталій Гнатович — завідувач лабораторії геріатричної фармакології (1963—1992).
- Карабань Ірина Миколаївна — завідувачка відділу клінічної фізіології та патології екстрапірамідної нервової системи (з 1992).
- Квітницька-Рижова Тетяна Юріївна — завідувачка лабораторії морфології та цитології (з 1990).
- Коркушко Олег Васильович — завідувач лабораторії функціональної діагностики (1964—1978) та відділу клінічної фізіології та патології внутрішніх органів (1978—2021).
- Кузнецова Світлана Михайлівна — завідувачка відділу судинної патології головного мозку (з 1992).
- Купраш Ліана Петрівна — завідувачка лабораторії геріатричної фармакології (з 2016).
- Марчук Павло Дорофійович — завідувач лабораторії імунології (1958—1970), заступник директора з наукової роботи (1958—1965).
- Поворознюк Владислав Володимирович — завідувач відділу клінічної фізіології та патології опорно-рухового апарату (1992—2021).
- Подрушняк Євген Павлович — завідувач клінічного відділу вікових змін опорно-рухового апарату (1961—1992).
- Фролькіс Володимир Веніамінович — завідувач лабораторії фізіології (1958—1999).

### Директори
В 1958—1961 роках Інститутом керував учень О. О. Богомольця, патофізіолог, академік АМН СРСР Микола Горєв. У 1961 році Інститут очолив академік АМН СРСР Дмитро Чеботарьов — клініцист широкого профілю, послідовник М. Л. Стражеска та В. М. Іванова. У 1988 році Інститут очолив доктор медичних наук, професор, член-кореспондент НАМН України В. В. Безруков, вихованець Інституту. З 2023 року директор Інституту — член-кореспондент НАМН України Б. М. Маньковський.